# Bezvel (berg)
Bezvel är ett berg i Tjeckien.   Det ligger i regionen Mellersta Böhmen, i den centrala delen av landet, 50 km nordost om huvudstaden Prag. Toppen på Bezvel är 342 meter över havet.
Terrängen runt Bezvel är huvudsakligen platt.Runt Bezvel är det tätbefolkat, med 276 invånare per kvadratkilometer. Närmaste större samhälle är Mladá Boleslav, 9,9 km sydost om Bezvel. Trakten runt Bezvel består till största delen av jordbruksmark.